# Cục quản lý Thực phẩm và Dược phẩm Hoa Kỳ
Cục quản lý Thực phẩm và Dược phẩm hay Cơ quan Quản lý Thực phẩm và Thuốc Hoa Kỳ (tiếng Anh: Food and Drug Administration, viết tắt là FDA hay USFDA) là cơ quan quản lý thực phẩm và dược phẩm của Hoa Kỳ, thuộc Bộ Y tế và Dịch vụ Nhân sinh Hoa Kỳ. Trụ sở đóng tại Washington DC, Hoa Kỳ. Cục được lập năm 1906.

## Phạm vi hoạt động
FDA chịu trách nhiệm cho việc bảo vệ và thúc đẩy sức khỏe cộng đồng thông qua các quy định và giám sát an toàn thực phẩm, các sản phẩm thuốc lá, sản phẩm bổ sung chế độ ăn uống, dược phẩm phải theo toa và không cần kê toa, vắc xin, dược sinh học, truyền máu, các thiết bị y tế, bức xạ điện từ các thiết bị phát, và các sản phẩm thú y.
FDA cũng thực thi các quy định khác của pháp luật, đặc biệt là Mục 361 của Đạo luật Dịch vụ Y tế công cộng và các quy định kèm theo, nhiều quy định trong số đó không trực tiếp liên quan đến thực phẩm hoặc thuốc. Chúng bao gồm các yêu cầu về vệ sinh môi trường về du lịch giữa các bang và kiểm soát dịch bệnh trên các sản phẩm khác nhau, từ vật nuôi hộ gia đình nhất định đến việc hiến tinh trùng để hỗ trợ sinh sản.

## Lịch sử
Tháng 6 năm 1906, Tổng thống Theodore Roosevelt đã ký Đạo luật Thực phẩm và Dược phẩm, còn được gọi là "Đạo luật Wiley" sau tên người ủng chính, tiến sĩ Harvey Washington Wiley, người đã thu hút sự chú ý của đất nước và cuối cùng sự chú ý của Quốc hội Hoa Kỳ về các cuộc biểu tình vệ sinh công cộng. Đạo luật này là cơ sở cho USDA ngày nay, ban đầu có tên là Cơ quan Thực phẩm, Thuốc và Thuốc trừ sâu. Cái tên cuối cùng đã được rút ngắn thành Cục Quản lý Thực phẩm và Dược phẩm (FDA) một vài năm sau đó.
Người đứng đầu FDA là Cục trưởng thực phẩm và dược phẩm, do Tổng thống Hoa Kỳ bổ nhiệm sau khi tham vấn và sự chấp thuận của Thượng viện Hoa Kỳ. Cục trưởng báo cáo với Bộ trưởng Bộ Y tế và Dịch vụ Nhân sinh Hoa Kỳ. Cục trưởng thứ 21 và hiện nay là Tiến sĩ Margaret A. Hamburg. Bà đã từng là Ủy viên kể từ tháng 2 năm 2009.
Cục này cũng có 223 văn phòng hiện trường và 13 phòng thí nghiệm trên khắp 50 tiểu bang Hoa Kỳ, United States Virgin Islands, và Puerto Rico. Trong năm 2008, FDA bắt đầu mở văn phòng ở nước ngoài, bao gồm cả Trung Quốc, Ấn Độ, Costa Rica, Chile, Bỉ, và Vương quốc Anh.

## Cơ cấu tổ chức
FDA bao gồm một số văn phòng và các trung tâm:
- Văn phòng Cục trưởng
- Trung tâm Đánh giá và Nghiên cứu Sinh học
- Trung tâm Thiết bị Và Sức khỏe X quang (CDRH)
  - Văn phòng của Giám đốc Trung tâm
  - Văn phòng Truyền thông, Giáo dục, và Chương Trình bức xạ
  - Văn phòng Tuân thủ
  - Văn phòng Đánh giá thiết bị
  - Văn phòng trong ống nghiệm chẩn đoán và đánh giá thiết bị An toàn
  - Văn phòng Quản lý hoạt động
  - Văn phòng Khoa học và Kỹ thuật phòng thí nghiệm
  - Văn phòng Giám sát và Sinh trắc học
- Trung tâm đánh giá thuốc và nghiên cứu (CDER)
  - Văn phòng của Giám đốc Trung tâm
    - Đội ngũ Nhân viên Ủy ban Cố vấn
    - Đội ngũ Nhân viên kiểm soát chất
      - Các quy định không kiểm soát

  - Văn phòng Tuân thủ
    - Phòng Quản lý rủi ro tuân thủ và giám sát
    - Phòng Sản xuất và Chất lượng sản phẩm
    - Phòng các loại thuốc mới và Tuân thủ ghi nhãn
    - Bộ phận điều tra khoa học

  - Văn phòng Chính sách y tế
  - Văn phòng Xúc tiến Thuốc theo toa
  - Văn phòng Dược phẩm mới
  - Văn phòng Sản phẩm thuốc không cần toa
  - Văn phòng của các sản phẩm thuốc Ung thư

Chương trình *** Ủy ban nghiên cứu thuốc phóng xạ (RDRC)
- - Văn phòng Khoa học Dược phẩm
    - Văn phòng Sản phẩm Công nghệ sinh học
    - Văn phòng Thuốc Generic
    - Văn phòng đánh giá thuốc có chất lượng
    - Văn phòng kiểm tra và nghiên cứu
      - Phòng Nghiên cứu Ứng dụng Dược
      - Phòng Phân tích dược phẩm
      - Phòng Nghiên cứu Chất lượng sản phẩm
        - Đội ngũ nhân viên Tin học tính toán và phân tích an toàn (ICSAS)

  - Văn phòng giám sát dịch tễ Trung ương (trước đây là Văn phòng An toàn ma túy)
  - Văn phòng Khoa học Tịnh tiến
    - Văn phòng của thống kê sinh học
    - Văn phòng Dược lâm sàng
      - Đội ngũ Nhân viên Toán-dược

  - Phòng Thông tin thuốc
    - Chương trình thử nghiệm sinh viên dược

  - Nhóm đánh giá thực vật học
  - Đội ngũ Y tế bà mẹ
- Trung tâm An toàn Thực phẩm và Dinh dưỡng Ứng dụng
- Trung tâm sản phẩm thuốc lá
- Trung tâm Thú y
- Trung tâm Quốc gia Nghiên cứu về độc tính
- Văn phòng Các vấn đề Quy định

Trong những năm gần đây, cơ quan này đã bắt đầu thực hiện một nỗ lực quy mô lớn để củng cố hoạt động của nó trong vùng đô thị Washington từ trụ sở chính của nó ở Rockville và một số tòa nhà văn phòng bị phân mảnh trong vùng lân cận các địa điểm cũ Phòng hậu cần quân nhu hải quân  trong khu vực White Oak của Silver Spring, Maryland.